# Монастир Святого Стефана (Гайдельберг)
49°25′11″ пн. ш. 8°42′15″ сх. д. / 49.4196° пн. ш. 8.7042° сх. д.

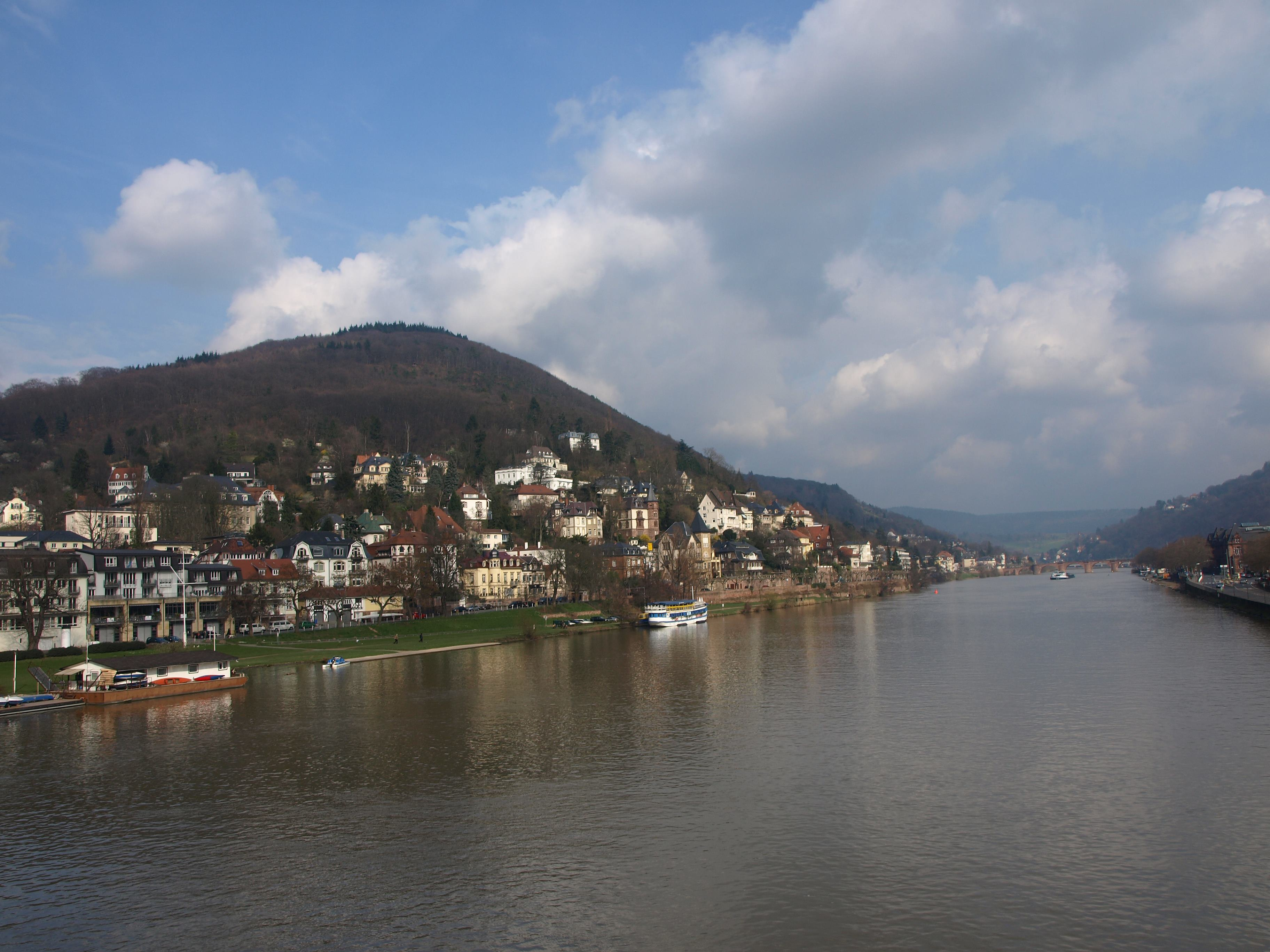
Міхельсберг від мосту Теодора-Хойса

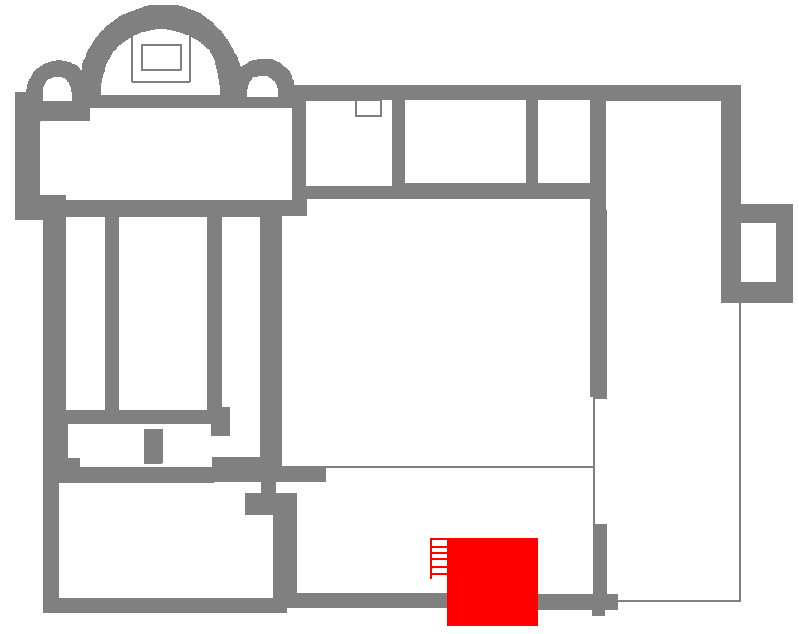
Контур (червоний колір вежі Гейлігенберг)

Монастир Святого Стефана (нім. Stephanskloster) — колишній монастир у німецькому місті Гайдельберзі, від якого збереглися лише залишки фундаменту. Був заснований в XI столітті як друга філія Лоршського монастиря поряд з вже існувавшим в той час монастирем Святого Михайла. Знаходиться на горі Міхельсберг — південній вершині гори Гайлігенберг.

## Історія
Монастир був заснований близько 1090 року бенедиктинцем Арнольдом і став другим монастирем в Хайлігенберзі після сусіднього монастиря Святого Михайла. Арнольд побудував скит і каплицю на передній вершині Аберінсберга. Зундебольду, настоятелю монастиря Святого Михайла, сподобалася келія Арнольда, і в 1094 році він з дозволу монастиря Лорш прибудував будівлю монастиря. Головним жертводавцем був хрестоносець з Гандшусгайма. Його вдова Газеха похована в західній частині колишньої церкви, про що свідчить її надгробок. Монастирська церква була побудована в готичному стилі в XII столітті.
Коли бенедиктинські чернечі звичаї дедалі більше послаблювалися, з середини XIII століття управління монастирем прийняли суворі монахи-премонстрати з монастиря Всіх Святих у Шварцвальді. До цього періоду (приблизно XIV або початок XV столяття) відносяться будинки монастиря на південь від монастирської церкви. Невідомо, де знаходились житлові та господарські будівлі монастиря до цієї перебудови.
Монастир був розпущений у XVI столітті після Реформації. У 1589 році Гайдельберзький університет, як спадкоємець монастиря, вирішив віддати його як каменоломню громадянам Гайдельберга. У 1885/1886 роках із залишків монастирського каміння була побудована оглядова вежа, з якої відкривався вид на замок і долину Неккара. За часів монастиря Неккар було добре видно і без вежі, бо вершина гори тоді була голою через вирубку лісу для будівництва та опалення. Тоді ж була відреставрована сусідня давня цистерна Гайденлох.
Від монастирського комплексу збереглися лише залишки фундаментів та копія надгробку вдови спонсора монастиря Газехи з латинським написом. Напис говорить:
- HAZECHA RICFRIDII DEPOSCENS HIC SEPELIRI PREDII QUARTUM SUI CESSIT HUIC DOMUI HIC CONSISTENTES EIUS OBITUM RECOLENTES SINT UT PERPETUO VIVAT ET IPSA DEO VIIII KL DECEMBRIS OBIIT HAZECHA.
- Переклад: Газеха [дружина] Рікфріда бажала бути похованою тут і залишила чверть [свого майна] цьому дому/ордену, щоб ті, хто оселився тут, могли пам'ятати її смерть, і щоб вона мала вічне життя в Бозі. 9 грудня [23 листопада, рік смерті невідомий, початок XII ст.] Газеха померла.

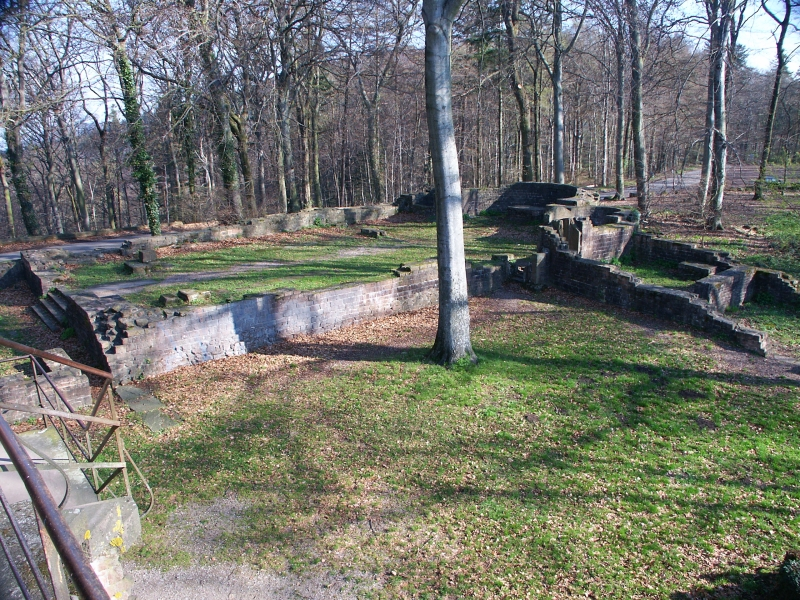
Вигляд зі сходу, стіни церкви та східне крило монастиря
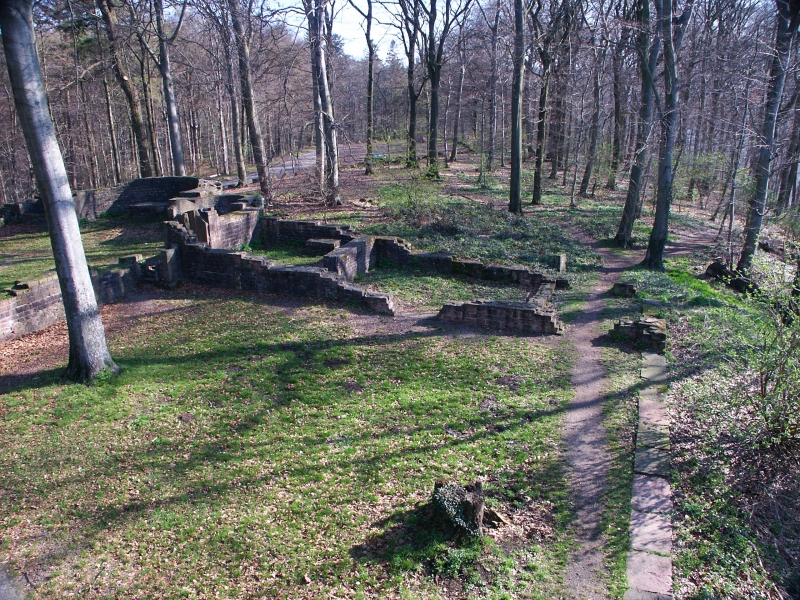
Вигляд з південного сходу, стіни церкви та східне крило монастиря
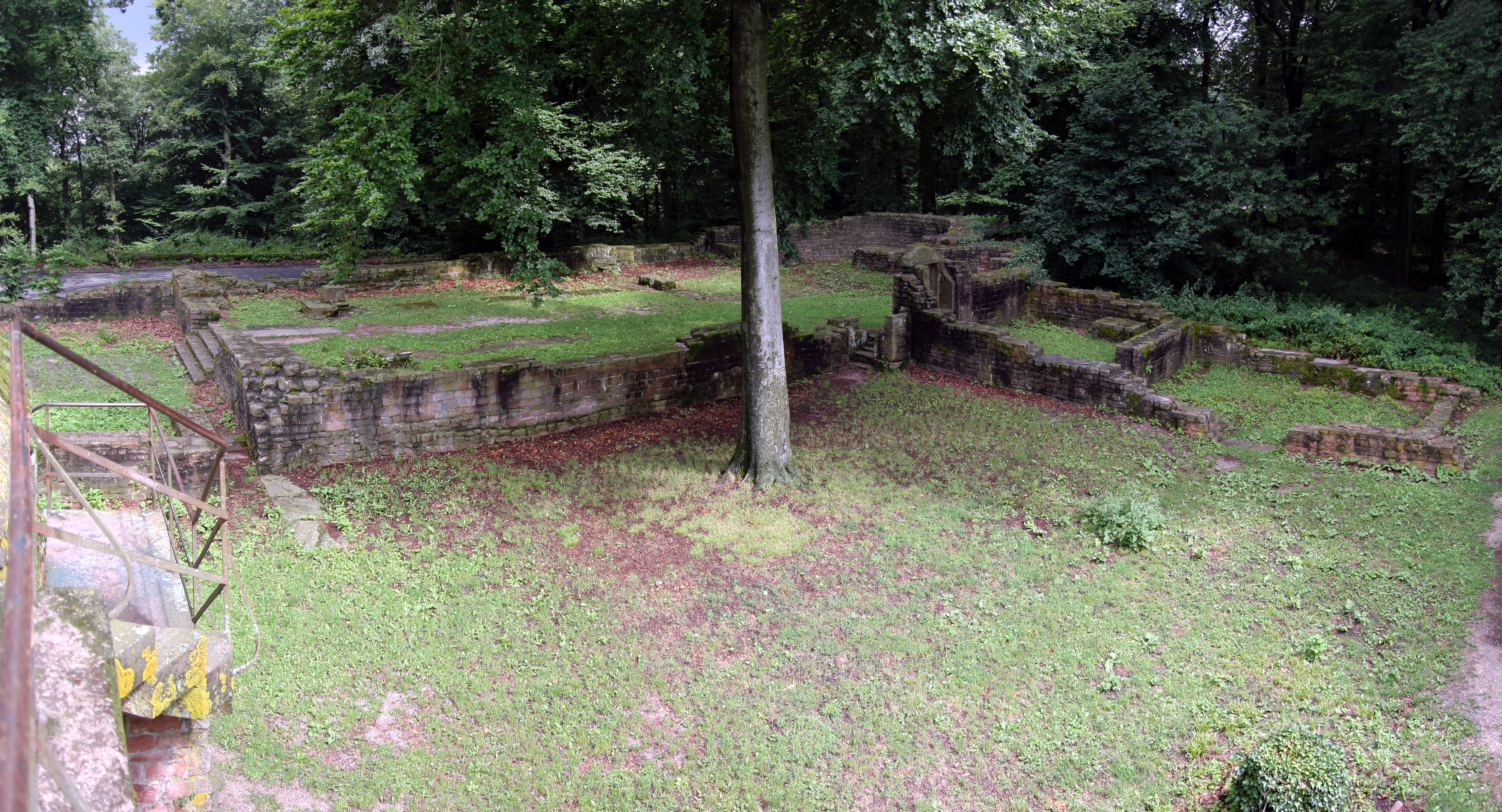
Знімок стін фундаменту з нижнього ярусу вежі Гайлігенберзької вежі
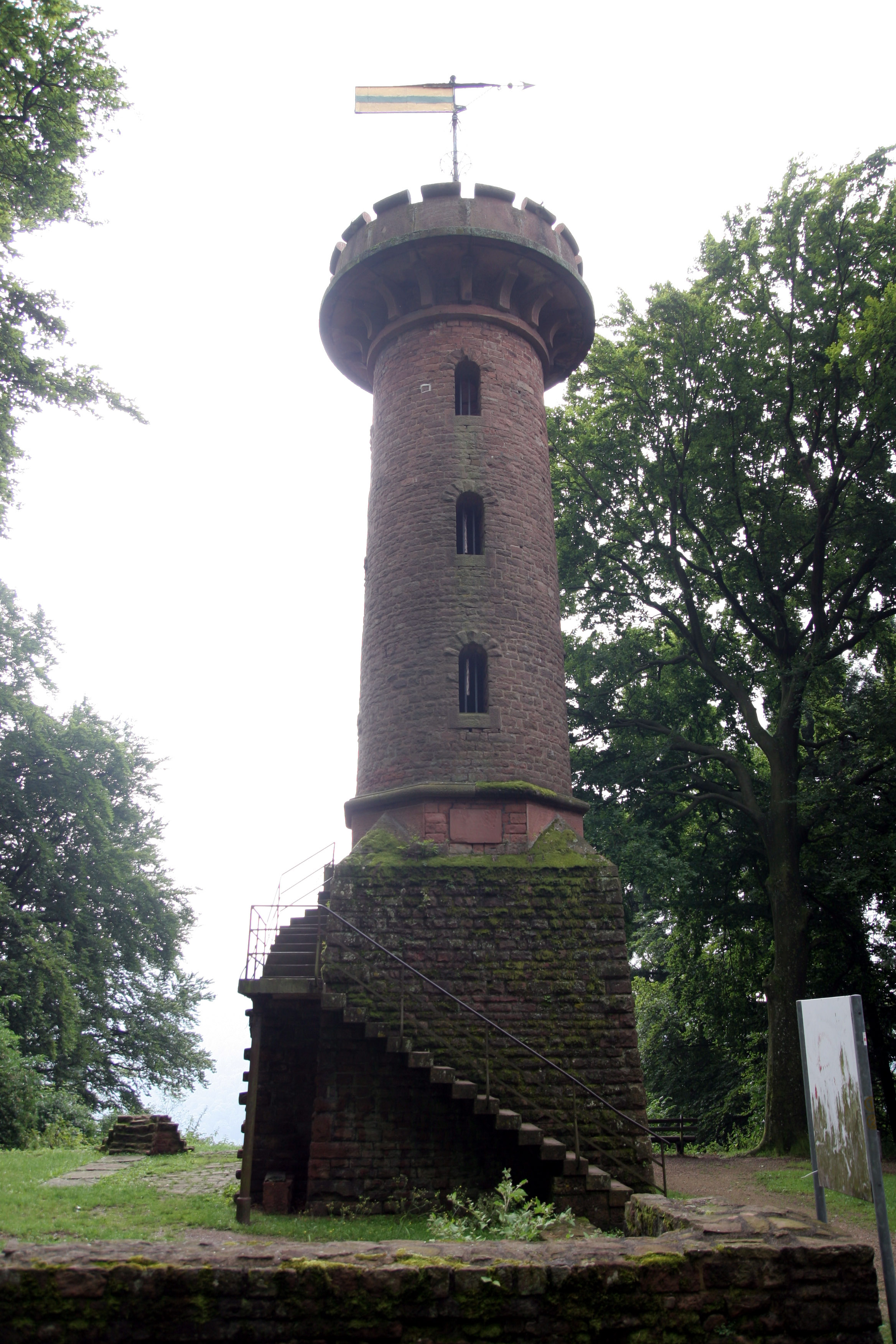
Гейлігенберзька вежа, побудована із залишків монастиря в 1885/1886 роках